# Carol Kaufman
Carol Kaufman ist eine US-amerikanische Schauspielerin.

## Leben
Kaufman begann ihre Schauspielkarriere am Theater an der Seite von Robert Forster in Clifford Odets The Big Knife und hatte anschließend eine Reihe von Hauptrollen beim West Coast Ensemble, wo ihre Leistung als Catherine Holly im Stück Suddenly Last Summer begeisterte Kritiken erhielt. Sie blieb dem Theater treu, spielte aber in ersten Fernseh- und Filmproduktionen mit. Außerdem engagierte sie sich im Playwrights Kitchen Ensemble unter der Leitung von Dan Lauria und arbeitete an neuen Drehbüchern in szenischen Lesungen mit Schauspielern wie Dan Lauria, Ray Abruzzo, George Segal, Gary Cole oder Carol Kane. Aufgrund einer Familientragödie legte sie eine längere Schauspielpause ein.
Seit 2016 stellt sie in der Fernsehserie Agnes & Estelle die Rolle der Annabelle dar. 2018 übernahm sie im Film Invisible Sue – Plötzlich unsichtbar eine Sprechrolle. 2020 stellte sie Admiral Cynthia Keller in dem Katastrophenfilm Meteor Moon dar.

## Filmografie
- 1998: Alabama Dreams (Fernsehserie, Episode 1x09)
- 2016–2020: Agnes & Estelle (Fernsehserie, 9 Episoden)
- 2018: Freakishly Normal (Kurzfilm)
- 2018: Invisible Sue – Plötzlich unsichtbar (Invisible Sue) (Sprechrolle)
- 2020: The Honorary Consul
- 2020: Flawd (Kurzfilm)
- 2020: Meteor Moon
- 2020: The Sheltered Women (Kurzfilm)
- 2021: The Covid Chronicles
- 2021: Alma Mater (Kurzfilm)
- 2023: Nanny Dearest
- 2023: My Doctor’s Secret Life